# Paul-Gilbert Langevin
Paul-Gilbert Langevin (Boulogne-Billancourt, 5 de juliol de 1933 – París, 4 de juliol de 1986) fou un musicòleg francès. Es va especialitzar a estudiar les composicions d'Anton Bruckner i Franz Schubert.
Paul-Gilbert Langevin era fill del físic francès Paul Langevin i de la física i química Eliane Montel. La seva mare també va ser professora del departament de ciències de la Universitat de París.
Va estudiar a l'Escola Superior de Física i de Química Industrials de París, a la qual el seu pare va ser director entre 1925 i 1946. Després va completar la seva formació científica a la Universitat de París i a la Universitat Pierre i Marie Curie de París, obtenint un títol en química física sota la supervisió del professor René Freymann.
Des de molt jove, Langevin va tenir un interès profund per la música clàssica, escoltant les simfonies d'Anton Bruckner en enregistraments de ràdio durant la seva joventut i coneixent el director d'orquestra Roberto Benzi.
Després d'acabar la seva formació científica, Langevin va decidir fer una tesi a la Universitat París 8. Vincennes - Saint-Denis sota la direcció de Daniel Charles. El tema que va abordar va ser sobre la música austríaca del segle xix, enfocant-se a Anton Bruckner i en el període anomenat "etnoromàntic".
Més tard, es va convertir en professor de física al departament de ciències de la Universitat de París, i després, a la Université Pierre-et-Marie-Curie. Durant aquest temps, va conèixer els musicòlegs Harry Halbreich, Gustav Kars, Jacques Feschotte, Pierre Vidal, Marc Vignal i Jean-Luc Caron. Després, Langevin va fundar la societat francesa Anton Bruckner, va escriure llibres sobre música simfònica del segle xix, va editar a les revistes "La Revue Musicale" i "L'Age d'Homme", i es va convertir en crític musical a "Le Monde de la musique", editat per Anne Rey.
Langevin va morir de càncer de ronyó el 4 de juliol de 1986, un dia abans del seu 53è aniversari.